# Lufsig

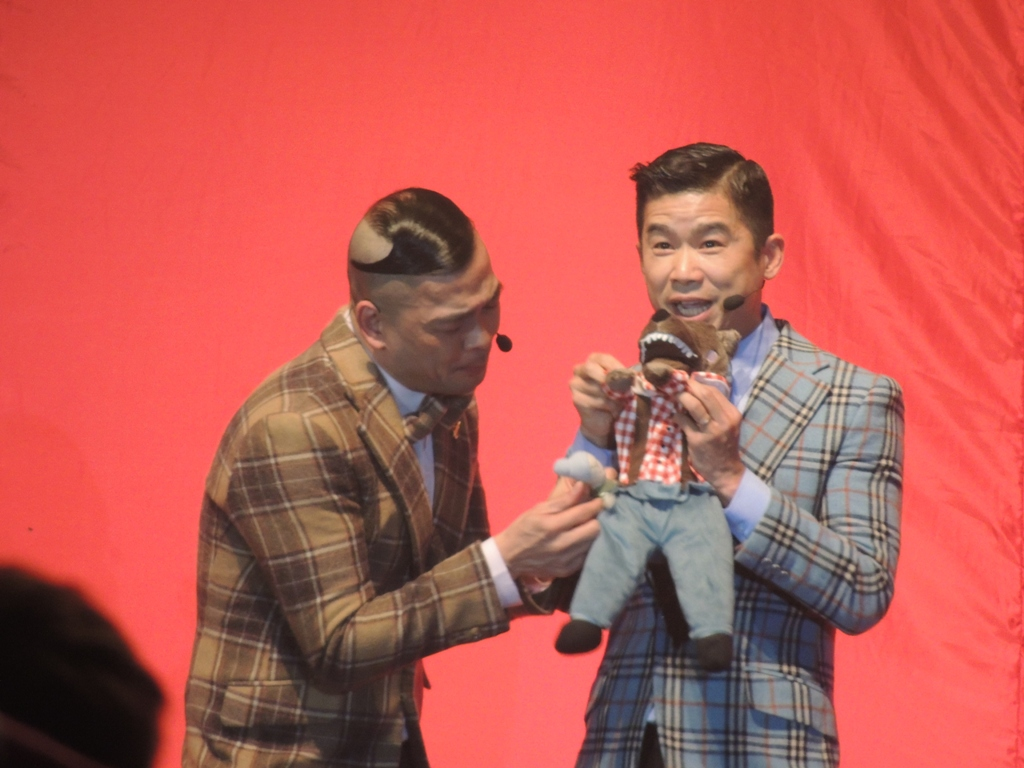
Das Hongkonger Rapduo Softhard Lufsig Kuscheltier

Lufsig ist ein Kuscheltier-Wolf des schwedischen Einrichtungshauses IKEA. Er trägt eine blaue Hose mit Hosenträgern, ein rot-weiß-kariertes Hemd und besteht zu 100 % aus Polyester. Das Design stammt von der Designerin Silke Leffler und er ist dem Wolf aus dem Märchen Rotkäppchen angelehnt.
Im Dezember 2013 wurde Lufsig zu einem Zeichen des politischen Protestes in Hongkong. Am 7. Dezember bewarf ein Mitglied der League of Social Democrats den Regierungschef von Hongkong, Leung Chun-ying, mit dem Stoffwolf. Leung Chun-ying wird oft „Wolf“ genannt, der schwedische Name „Lufsig“ jedoch ähnelt im Kantonesischen einer obszönen Beschimpfung. Dem Stoffwolf verhalf der Vorfall zu plötzlicher Popularität, bereits am Dienstag war er in Hongkong ausverkauft. Zudem wurde Lufsig auf Facebook zu einem Symbol von Regierungsgegnern.